# Seleção Quirguiz de Futebol
A Seleção Quirguiz de Futebol representa o Quirguistão nas competições de futebol da FIFA.

## História
Com a dissolução da URSS, em 1991, o Quirguistão faria sua primeira partida internacional no ano seguinte, contra o Uzbequistão, válido pelo Torneio da Ásia Central. O jogo terminou em 3 a 0 para os uzbeques.
Nos anos seguintes, a equipe colecionaria apenas derrotas e empates. As piores derrotas neste período foram um 6 a 2 para o Uzbequistão e um 5 a 1 favorável ao Turcomenistão. Em 13 de junho de 1997, o Quirguistão sofreria sua mais dura derrota na história: um 7 a 0 para o Irã, em partida realizada na cidade de Damasco, na Síria. Ironicamente, sua mais expressiva vitória ocorreria nove dias antes: 6 a 0 frente as Maldivas.
Durante a passagem de Sergey Dvoryankov, o Quirguistão utilizou jogadores naturalizados para melhorar o desempenho (os ganeses David Tetteh, Elijah Ari e Daniel Tagoe, o camaronês Claude Maka Kum e os alemães de origem quirguiz Viktor Maier, Vitalij Lux, Viktor Kelm e Edgar Bernhardt).
Nunca disputou uma Copa do Mundo, e até a edição 2019 da Copa da Ásia, jamais classificou-se para o torneio, que foi realizado nos Emirados Árabes Unidos. Comandado pelo russo Aleksandr Krestinin e juntamente com China, Coreia do Sul e Filipinas, o Quirguistão foi o segundo colocado entre os melhores terceiros de cada grupo (atrás apenas do Bahrein) e quase obteve uma classificação histórica para as quartas-de-final, mas foi eliminado pela seleção anfitriã por 3 a 2 - mandou inclusive 3 bolas na trave, uma delas a 15 segundos do apito final. Vitalij Lux foi o artilheiro quirguiz na Copa da Ásia, com 3 gols (na primeira fase, e todos feitos contra as Filipinas).
Até então, sua única competição oficial foi a ELF Cup de 2006, mas o time enviado pelos quirguizes era, na verdade, de futsal.

## Treinadores
| Nome                      | Duração do cargo | Jogos | Vitórias | Empates | Derrotas | Títulos |
| ------------------------- | ---------------- | ----- | -------- | ------- | -------- | ------- |
| Meklis Koshaliyev         | 1992–1996        | 15    | 1        | 3       | 11       |         |
| Yevgeniy Novikov          | 1997–2001        | 19    | 4        | 14      | 1        |         |
| Nematjan Zakirov          | 2003–2005        | 12    | 4        | 2       | 6        |         |
| Boris Podkorytov          | 2006             | 6     | 3        | 0       | 3        |         |
| Nematjan Zakirov          | 2007–2008        | 12    | 4        | 0       | 8        |         |
| Anarbek Ormonbekov        | 2009–2011        | 13    | 3        | 3       | 7        |         |
| Marat Jumakeev            | 2011–2012        | 2     | 0        | 0       | 2        |         |
| Sergey Dvoryankov         | 2012–2014        | 6     | 3        | 1       | 2        |         |
| Mirlan Eshenov (interino) | 2014             | 3     | 0        | 0       | 3        |         |
| Aleksandr Krestinin       | 2014–2023        | 61    | 27       | 10      | 24       |         |
| Štefan Tarkovič           | 2023–2024        | 19    | 6        | 4       | 9        |         |
| Maxim Lisitsyn            | 2024-            | 4     | 1        | 0       | 3        |         |

### Recordes
Em negrito, os jogadores que estão ainda em atividade pela Seleção Quirguiz.
| #  | Jogador          | Partidas | Gols | Período na seleção |
| -- | ---------------- | -------- | ---- | ------------------ |
| 1  | Vadim Harchenko  | 54       | 3    | 2003–              |
| 2  | Ruslan Sydykov   | 43       | 1    | 1997–2013          |
| 3  | Vyacheslav Amin  | 38       | 1    | 2000–2009          |
| 4  | Davron Askarov   | 37       | 0    | 2006–              |
| =  | Ildar Amirov     | 37       | 2    | 2006-              |
| 6  | Talant Samsaliev | 35       | 1    | 2003–2015          |
| 7  | Vladimir Salo    | 30       | 0    | 1994–2004          |
| =  | Mirlan Murzaev   | 30       | 6    | 2006–              |
| =  | Azamat Baymatov  | 30       | 4    | 2010–              |
| 10 | Pavel Matyash    | 29       | 0    | 2009–              |

| # | Jogador                 | Gols | Partidas | Período na seleção |
| - | ----------------------- | ---- | -------- | ------------------ |
| 1 | Anton Zemlianukhin      | 11   | 24       | 2007–              |
| 2 | Mirlan Murzaev          | 6    | 30       | 2009–              |
| 3 | Azamat Baymatov         | 4    | 31       | 2010–              |
| 4 | Zamirbek Zhumagulov     | 3    | 18       | 1992–2003          |
| = | Farhat Haitbaev         | 3    | 17       | 1994–2000          |
| = | Sergey Kutsov           | 3    | 16       | 1996–2001          |
| = | Sergey Chikishev        | 3    | 12       | 2003–2010          |
| = | Vadim Harchenko         | 3    | 51       | 2003–              |
| = | Ruslan Jamshidov        | 3    | 28       | 1999–              |
| = | Cholponbek Esenkul Uulu | 3    | 9        | 2007–              |
| = | David Tetteh            | 3    | 13       | 2013–              |